# أي كاكوما
أي كاكوما (加隈亜衣 كاكوما أي) هي مؤدية أصوات يابانية ولدت في 9 سبتمبر 1988 في محافظة فوكوكا.

## أدوارها في الأنمي

### مسلسلات أنمي تلفزيونية
- تسوريدوري تشيلدرن - تشيو كوريهارا
- سيليكتور إنفكتد ويكروس - روكو كوميناتو
- سيليكتور سبريد ويكروس - روكو كوميناتو
- أماغي بريليانت بارك - إيسوزو سينتو
- ألدنوا زيرو - نينا كلاين
- تيرافورمارز - إيريكا ناكانوجو
- ماغي: The Labyrinth of Magic - سانا
- حروب الطعام: شوكوغكي نو سوما - مايومي كوراسي
- حروب الطعام: شوكوغكي نو سوما: الطبق الثاني - مايومي كوراسي
- حروب الطعام: شوكوغكي نو سوما: الطبق الثالث - مايومي كوراسي
- الآلي السليم دايميدالر - ماكاروني
- الكلب والمقص - هامي أوساوا
- ماريا العذراء - آن
- أبطال الزهور الستة - تشامو روسو
- مدينة مدارس القتال أستريسك - يوليس-أليكسيا فان ديسفيلد
- غود إيتر - إيروها أوتسوغي

### أفلام أنمي
- الأختان الساحرتان يويو ونيني - نيني
- سيليكتور دستراكتد ويكروس - روكو كوميناتو
- باتمان النينجا - كاتوومان

## أدوارها في ألعاب الفيديو
- عشيقة (مؤقتة) - إيكو هايامي
- فاير إمبلم فيتس - فلورا

## وصلات خارجية
- أي كاكوما على موقع IMDb (الإنجليزية)
- أي كاكوما على موقع ميوزك برينز (الإنجليزية)
- أي كاكوما على موقع ديسكوغز (الإنجليزية)
- أي كاكوما على موقع قاعدة بيانات الفيلم (الإنجليزية)
- أي كاكوما على موقع كينوبويسك (الروسية)
- أي كاكوما على موقع ANN person (الإنجليزية)